# Культуры Плано
Культуры Плано — условное название нескольких сообществ охотников и собирателей, которые обитали на Великих Равнинах Северной Америки в период 9-6 тыс. до н. э.
Для них характерны несколько видов метательных снарядов, которые могли также использоваться как ножи. Обычно они охотились на бизонов, хотя в их рацион также входили вилорог, лось, олень, енот и койот. К началу Архаической эры по классификации Пекос они начали переходить к более разнообразным методам ведения хозяйства.